# Резван Рац
Резван Дінке Рац (рум. Răzvan Dincă Raţ; нар. 26 травня 1981; П'ятра-Олт, Румунія) — румунський футболіст, захисник.

## Клубна кар'єра

### «Рапід» (Бухарест)
26 червня 1998 року Рац уклав свій перший професійний контракт з клубом «Рапід» (Бухарест) .

### Оренда в «Бакеу»
У період з 2000 по 2001 роки грав в оренді у клубі «Бакеу» (39 матів 2 голи).

### «Шахтар» (Донецьк)
У 2003 році перейшов в український клуб «Шахтар» (Донецьк), за який грав протягом десяти років, і виграв з ним 17 титулів, у тому числі Кубок УЄФА 2008/09.

### «Вест Гем Юнайтед»
21 травня 2013 року Рац перейшов по вільному трансферу в клуб англійської Прем'єр-ліги «Вест Гем Юнайтед», з яким підписав однорічний контракт з можливістю продовження . За новий клуб він дебютував 27 серпня в грі Кубка Футбольної ліги проти «Челтнем Таун», виграному з рахунком 2:1. 31 січня 2014 року контракт Раца з «Вест Гемом» був припинений за згодою сторін.

### «Райо Вальєкано»
13 лютого 2014 року Рац приєднався на другу половину сезону до іспанського клубу «Райо Вальєкано» .

### ПАОК
15 червня того ж року він перейшов в клуб грецької Суперліги ПАОК, з яким уклав контракт на два роки .

### Повернення у «Райо Вальєкано»
20 серпня 2015 року Рац повернувся в «Райо Вальєкано», підписавши з ним дворічний контракт.

## Кар'єра в збірній
Рац дебютував за збірну Румунії 13 лютого 2002 року в товариському матчі зі збірною Франції.

## Статистика виступів

### Клубна
Дані на 15 травня 2016 року.
| Клуб               | Сезон             | Чемпіонат | Чемпіонат | Кубок | Кубок | Кубок ліги | Кубок ліги | Єврокубки | Єврокубки | Суперкубок | Суперкубок | Всього | Всього |
| Клуб               | Сезон             | Ігри      | Голи      | Ігри  | Голи  | Ігри       | Голи       | Ігри      | Голи      | Ігри       | Голи       | Ігри   | Голи   |
| ------------------ | ----------------- | --------- | --------- | ----- | ----- | ---------- | ---------- | --------- | --------- | ---------- | ---------- | ------ | ------ |
| «Шахтар»           | 2003/04           | 27        | 1         | 6     | 0     | —          | —          | 6         | 0         | —          | —          | 39     | 1      |
| «Шахтар»           | 2004/05           | 20        | 2         | 5     | 0     | —          | —          | 10        | 0         | 1          | 0          | 36     | 2      |
| «Шахтар»           | 2005/06           | 18        | 0         | 2     | 0     | —          | —          | 10        | 0         | 1          | 0          | 31     | 0      |
| «Шахтар»           | 2006/07           | 14        | 0         | 3     | 0     | —          | —          | 9         | 0         | 1          | 0          | 27     | 0      |
| «Шахтар»           | 2007/08           | 19        | 2         | 4     | 1     | —          | —          | 10        | 0         | 1          | 0          | 34     | 3      |
| «Шахтар»           | 2008/09           | 17        | 0         | 2     | 1     | —          | —          | 13        | 0         | 1          | 0          | 33     | 1      |
| «Шахтар»           | 2009/10           | 18        | 1         | 2     | 0     | —          | —          | 11        | 0         | —          | —          | 31     | 1      |
| «Шахтар»           | 2010/11           | 17        | 0         | 1     | 0     | —          | —          | 9         | 1         | 1          | 1          | 28     | 2      |
| «Шахтар»           | 2011/12           | 8         | 0         | 3     | 0     | —          | —          | 4         | 0         | —          | —          | 15     | 0      |
| «Шахтар»           | 2012/13           | 16        | 0         | 1     | 0     | —          | —          | 8         | 0         | 1          | 0          | 26     | 0      |
| «Шахтар»           | Разом             | 174       | 6         | 29    | 2     | —          | —          | 90        | 1         | 7          | 1          | 300    | 10     |
| «Вест Гем Юнайтед» | 2013/14           | 15        | 0         | 0     | 0     | 5          | 0          | —         | —         | —          | —          | 20     | 0      |
| «Вест Гем Юнайтед» | Разом             | 15        | 0         | 0     | 0     | 5          | 0          | —         | —         | —          | —          | 20     | 0      |
| «Райо Вальєкано»   | 2013/14           | 10        | 0         | —     | —     | —          | —          | —         | —         | —          | —          | 10     | 0      |
| ПАОК               | 2014/15           | 30        | 3         | 2     | 0     | —          | —          | 9         | 0         | —          | —          | 41     | 3      |
| ПАОК               | Разом             | 30        | 3         | 2     | 0     | —          | —          | 9         | 0         | —          | —          | 41     | 3      |
| «Райо Вальєкано»   | 2015/16           | 10        | 0         | 0     | 0     | —          | —          | —         | —         | —          | —          | 10     | 0      |
| «Райо Вальєкано»   | Разом             | 20        | 0         | 0     | 0     | —          | —          | —         | —         | —          | —          | 20     | 0      |
| Всього за кар'єру  | Всього за кар'єру | 239       | 9         | 31    | 2     | 5          | 0          | 99        | 1         | 7          | 1          | 381    | 13     |

### Голи за збірну
| №  | Дата           | Місце                                            | Супеник   | Рахунок | Результат | Змагання         |
| -- | -------------- | ------------------------------------------------ | --------- | ------- | --------- | ---------------- |
| 1. | 28 квітня 2004 | Валентин Стенеску, Бухарест, Румунія             | Німеччина | 2–0     | 5–1       | Товариський матч |
| 2. | 31 травня 2014 | Муніципальний стадіон, Івердон-ле-Бен, Швейцарія | Албанія   | 1–0     | 1–0       | Товариський матч |

## Досягнення

### Командні
Рапід (Бухарест)
- Чемпіон Румунії (2): 1998/99, 2002/03
- Переможець Кубку Румунії: 2001/02
- Переможець Суперкубку Румунії: 2002

 Шахтар (Донецьк)
- Чемпіон України (7): 2004/05, 2005/06, 2007/08, 2009/10, 2010/11, 2011/12, 2012/13
- Переможець Кубку України (5): 2003/04, 2007/08, 2010/11, 2011/2012, 2012/13
- Переможець Суперкубку України (4): 2005, 2008, 2010, 2012
- Переможець Кубку УЄФА (1): 2008/09

## Нагороди та звання
Резван Рац — почесний громадянин рідного міста Слатіна. Звання присвоєно не тільки за футбольні досягнення, але й за створення тут у червні 2006 року спортивно-розважального комплексу, до складу якого входять готель, три тенісні корти і поле для міні-футболу з штучним покриттям. Загальна сума інвестицій склала 2 мільйони євро.
Заслужений майстер спорту України (2009) .
Кавалер ордена «За мужність» III ступеня (2009 рік) .
22 травня 2009 року після перемоги у фіналі Кубка УЄФА президент Румунії Траян Бесеску нагородив Раца орденом «За спортивні заслуги» III ступеня .